# Scoot2Street
Pour les articles homonymes, voir Magalhães.
Scoot2Street, de son vrai nom Antoine Magalhaes, né le 23 mai 2000 en France, est un rider professionnel de trottinette et vidéaste web français. Il est principalement connu pour ses vidéos autour de la trottinette freestyle publiés sur sa chaîne YouTube.

## Biographie

### Enfance et formation
Antoine Magalhaes né le 23 mai 2000, découvre la trottinette freestyle à l'âge de 11 ans. Inspiré par les riders qu'il observe dans les skateparks, il reçoit sa première trottinette de la part de sa grand-mère. Autodidacte, il apprend seul les figures et progresse rapidement dans la discipline.
Après l'obtention de son baccalauréat, il décide de se consacrer entièrement à sa passion pour la trottinette et à la création de contenus sur Internet. Son aventure sur YouTube commence avec des tutoriels de trottinette avant de s'orienter vers des vlogs, qui lui permettent d'attirer une audience plus large,.

### Carrière sur YouTube
Antoine Magalhaes lance sa chaîne YouTube Scoot2Street, où il partage initialement des vidéos liées à la trottinette freestyle. Avec le succès de ses contenus, il diversifie ses vidéos en proposant des challenges, des aventureset des collaborations avec d'autres créateurs de contenu tels que Hugoposé, FastGoodCuisine et VodK.
Ses vidéos connaissent un franc succès, atteignant des centaines de milliers de vues, notamment ses formats où il documente ses sessions de trottinette dans divers lieux et ses défis extrêmes tels que parcourir 100 km en trottinette ou réaliser des vidéos de survie en forêt,.

#### Émission:Aux Jeux Streamers
En avril 2024, Scoot2Street participe à l'événement Aux Jeux Streamers, organisé en prévision des Jeux Olympiques de Paris 2024. Cet événement réunit 32 créateurs de contenu et personnalités, répartis en équipes pour s'affronter dans différentes disciplines sportives comme l'escrime et le basket 3x3. Scoot 2 Street fait équipe avec Marie-José Pérec, Jean-Baptiste Marteau et Nico_là,. L'événement, diffusé en direct sur Twitch et France TV, se déroule à la Paris La Défense Arena devant environ 10 000 spectateurs. Son équipe remporte la compétition.

### Diversification des activités
Antoine Magalhaes a également créé sa propre boutique en ligne, proposant des produits dérivés tels que des t-shirts, sweats, stickers et supports de trottinette.